# Небинарност
Небинарност, названа такође и џендерквир, је свеобухватна категорија за родне идентитете који нису искључиво мушки или женски — идентитетe који су изван бинарности и циснормативности. Небинарност пре свега представља лични стил изражавања идентитета, па тако џендерквир особе могу у свом родном изражавању испољавати комбинацију мужевности и женствености, или ниједно.
Небинарне особе се могу угрубо поделити у неколико категорија: особе које имају преклапање или недефинисане линије између родних идентитета; особе које се изражавају са два, (биродне, три триродне, више (полиродност) или свим постојећим (панродне) родним идентитетима; особе које за себе сматрају да немају род (ародне, неродне, безродне, ослобођене од рода, неутроа); особе чији се родни идентитет налази "негде између" стандардних родова или имају променљив родни идентитет (роднофлуидне); или које су трећег рода или осталих родова. Неке особе пак спадају у категорију да, једноставно, не би да именују свој род.
Родни идентитет је одвојен од сексуалне или романтичне оријентације. Сходно томе, џендерквир особе имају више сексуалних оријентација, као и трансродне и цисродне особе.

## Термини, дефиниције и идентитет
Појам џендерквир (на српском буквално родноквир) потиче из квир публикација током 80-их и претеча је термина небинарност. Популарност му расте током 90-их у круговима активиста за људска права, нарочито код Рикија Вилчинса. Вилчинс је искористио термин у првом издању часописа In Your Face (Ето ти на) да опише све особе које се не уклапају у родове и сам се декларисао као родно неусаглашен 1997. у својој аутобиографији. Вилчинс је био и један од најважнијих сарадника зборнику Џендерквир: Гласови изван сексуално бинарног који је објављен 2002. Интернет је омогућио даљу популаризацију термина родноквирни изван кругова квир публикација и у другој деценији 21. века је ушао у главне токове кроз славне личности које су се јавно сместиле испод крова родноквирног идентитета.
Овај појам такође користе и људи који себе виде као људе које желе да сруше друштвену конструкцију бинарног рода. Џендерквир је, како кровни термин за небинарне идентитете, тако и придев који се користи за људе који превазилазе или нису усклађени са традиционалним дефиницијама полова, без обзира на родни идентитет особе. Појединци могу да испољавају родну неусклађеност тако што излазе из оквира нормативног понашања који би се могли категорисати као мушко и женско (изгледом или понашањем). Прихваћеност идеје да овакве особе имају џендерквир статус, међутим, варира.
Овај термин такође користе људи који описују појаву родне двосмислености. Андрогиност (такође андрогинија) се често користи за описивање особа у овој категорији. Ово је зато што је термин андрогинија уско повезан са мешавином друштвено конструисаних мушких и женских особина. Међутим, не идентификују се све џендерквир особе као андрогине. Неке особе које би могле да се сврстају у џендерквир идентитете се идентификују као мужевне жене, женствени мушкарци или као џендерквир комбинован са другим опцијама рода.
Неки извори користе појам трансродност широм света, на такав начин да укључује џендерквир/небинарне особе. Фондација Кампање људских права и Gender Spectrum користе термин родно-проширено да покрију „шири и флексибилнији оквир родног идентитета и/или изражавања од оног који је повезан са типичним бинарним родним системом.”

### Ародност
Ародна особа ('a−' значи „без”), такође названа безродна, неродна, или ослобођена од рода, је неко ко се идентификује као особа која нема род или родни идентитет. Иако ова категорија укључује велики број идентитета који се не уклапају у родне норме, академик Фин Енке тврди да људи који се идентификују као ародни се не идентификују нужно као трансродне особе. Ародне особе немају дефинисан скуп заменица; најчешће се користи заменица „они“ у једнини, али то није правило. Неутрални и ародни су била само 2 од 50 различитих родних идентитета које је Фејсбук увео као опције додате 13. фебруара 2014. Ародност је такође опција за род на апликацији ОкејКупидон од 17. новембра 2014.

### Биродност
Биродна особа ('bi−' значи „два”) (такође дво-родна или дупло родна) је она особа која се идентификује са два родна идентитета и понашања. Идентификовање са биродности углавном значи да се та особа проналази и у мушком и у женском роду или се крећу између мушког и женског понашања и родног изјашњавања, имају два родна идентитета у исто време или се крећу између њих. Ово се разликује од родне колебљивост или променљивости по томе што родно променљиве особе углавном не варирају између два одређена родна идентитета него "пролазе" кроз цео спектар идентитета временом. Америчко удружење психолога описује биродан идентитет као део идентитета трансродности. Неке биродне особе имају две различите личности које могу да испољавају традиционалне карактеристике мушког рода, женског рода, ародне, андрогине или неке друге родне идентитете. Анкета спроведена 1999. од стране Одељка за јавно здравље Сан Франциска је дошла до закључка да, у транс заједници, око 3% оних којима је додељен мушки род на рођењу и 8% оних којима је додељен женски род по рођењу се идентификују као „трансвестити, кросдери, дрег особе или биродне особе”. Анкета 2016. коју је спровела невладина организација Геј и лезбејска алијанса против дифамације (ГЛААД) је сазнала да се 1% миленијалаца идентификује као биродна.

### Триродност
Триродне особе ('tri−' значи „три”) су особе које се крећу кроз мушки, женски и неки трећи род.

### Демиродност
Демиродне ('demi−' значи „пола”, буквално полуродност) особе се делимично или највећим делом идентификују са једним родом, али у исто време и са неким секундарним родом, при чему секундарни род није толико изражен у идентитету као главни род. Постоји више подкатегодија демиродности. На пример, полумушкарац (деми-мушкарац) се барем делом идентификује као мушкарац (без обзира на род додељен при рођењу), а другим делом са неким другим родом или безродно. Полуфлуктне (Демифлуктне) особе сматрају да је стабилан (главни) део њихове личности небинаран.

### Панродност
Панродност, полиродност или омниродност ('pan−' значи „све”, 'poly−' значи „више”, 'omni−' значи „све” или „сваки”) означава особе које имају више родних идентитета (или се, у дословнијем смислу, саосећају са свим постојећим родним идентитетима). Неки људи се идентификују са свим родовима у исто време.

### Родна колебљивост или родна променљивост
Родна променљивост означава особе које исказују жељу да остану флексибилне поводом свог родног идентитета, уместо да се посвете само једној дефиницији или идентитету. Могу да се крећу кроз више идентитета током живота или да исказују различите карактеристике више родних идентитета у исто време. Родно колебљива особа се може декларисати и као биродна, триродна или панродна.

### Трансмужевност и трансженственост
Трансженственост је термин који се користи за било коју особу, бинарну или небинарну, којој је додељен мушки род при рођењу, али која има доминантно карактеристике женског рода или тако презентује себе. Трансмужевност је еквивалент за некога коме је додељен женски род при рођењу а има доминантно карактеристике мушког рода или тако презентује себе.

### Дводушност
1990. на староседелачком ЛГБТ окупљању у Винипегу је уведен термин дводушност (или два духа) који се односи на трећи род који постоји (или је постојао) у староседелачким племенима и заједницама и који је играо одређену церемонијалну, друштвену или спиритуалну улогу. Постоји питање колико су овакве родне улоге "уклопљиве" у савремена друштва и да ли оне уопште одговарају концепту небинарности какав је данас познат. У модерном друштву се користи како би се направила разлика између староседеоца и досељеника.

## Историја
Антрополози попут Ејприл Скарлет Келис верују да традиционалан бинарни систем сексуалног идентитета потиче још из 19. века када је сексуалност медикализована. Људи су почели да се идентификују као геј када је порастао утицај биолошких наука, када су цркве постале мање моћне, а друштвена и политичка стурктура почела да се мења. Џорџ Чонси, професор историје на унивезитету Јејл бележи да су током раног 20. века родне улоге коришћене да се утврди сексуалност, а не сексуални партнери. На пример, „женствени” мушкарци који су имали полне односе са другим мушкарцима су бивали етикетирани, док су мужевни мушкарци који су имали полне односе са другим мушкарцима остајали неетикетирани. Средина 20. века означила је почетак обележавања појединаца као хетеросексуалаца или хомосексуалаца.
Неке џендерквир особе се лече од родне дисфорије операцијом и/или хормонима попут транс мушкараца и жена.

## Родна неутралност
Родна неутралност је покрет који се залаже да заустави дискриминацију рода у друштву уопште користећи родно-неутрални језик, крај сексуалне сегрегације и остала средства.

## Заменице и титуле
Неке џендерквир особе више воле да користе родно-неутралне заменице. Међутим, постоји проблем у виду изричите немогућности примене заменица у трећем лицу за овакве особе у језицима попут српског. У таквим случајевима се избегава коришћење заменица. Употреба „они”, „њихов” и „њих” (у енглеском језику ове заменице немају назнаку рода) у једнини је честа; а такође се користе и такозване неозаменице попут ze, sie, hir, co, и ey које су на друге језике непреводиве. Неки други више воле конвенционалне родне заменице „она” или „он”, да их ословљавају по имену или да не користе заменице уопште. Многе џендерквир особе више воле додатно неутрални језик попут титуле „гикс“ уместо господин и госпођица.

## Популациона статистика
Према истраживању које је 2021. спровео институт Вилијамс, 1,2 милиона Американаца се изјашњавају као небинарне особе, што је 11% одрасле ЛГБТК популације у САД.
2019. према анкети о дводушним особама и ЛГБТК популацији града Хамилтона у Онтарију под именом Попуњавање празнина: Дродушна и ЛГБТК популације у Хамилтону је показало да се 19% од 906 испитаника изјаснило као небинарно.
2017. анкета канадских ЛГБТ+ особа под именом Анкета ЛГБТ+ стварности је показала да се 4% од 1897 испитаника идентификовало као трансродне небинарне особе, док се 1% идентификовао као небинарне особе, али не и као трансродне.
Анонимна онлајн анкета из 2015. у САД је сазнала да се 35% од око 28000 трансродних испитаника идентификовало као небинарне особе.
Током анкете из 2011. коју је спровела Комисија за једнакост и људска права у УК, 0,4% испитаника од 10039 се изјаснило као небинарно. Овај податак не пружа јасан број о томе колико има небинарних особа у УК, пошто узорак није био репрезентативан. Поента анкете је била да се види да ли су људи вољни да одговоре на питања везана за њихов трансродни статус.:4-5

## Законско прихватање
У данашњем друштву многе џендерквир особе и даље користе пол који им је дат по рођењу да обављају свакодневне послове зато што многи аспекти живота и даље воде послове са бинарним родовима. Ипак, ствари се мењају и све више послова прихвата небинарне родове. Многе земље законски прихватају небинарне класификације или класификације трећег рода. Нека незападна друштва су дуго препознавала трансродне особе као трећи род, иако ово не укључује формално законско прихватање. У западним друштвима Аустралија је постала прва земља која је законски прихватила треће класификације, када је законски признала Алекса Макфарлајна као особу неодређеног рода. Верује се да је он први који поседује родни лист и пасош за особе неодређеног рода.

## Дискриминација
У Сједињеним Америчким Државама, већина испитаника у Националној анкети о трансродној дискриминацији изабрала је опцију „Род који није овде наведен”. 90% тих испитаника пријавило је искуство са анти-транс пристрасношћу на послу, док је 43% пријавило покушај самоубиства. Уочено је и да велики број испитаника размишља или је већ одустао од здравствене заштите, услед страха од дискриминације.

## Симболи
Многе заставе су коришћене у џендерквир заједници да би представиле различите идентитете. Џендерквир застава поноса дизајнирана је 2011. године. Боја лаванде на застави представља андрогинију, бела боја ародне идентитете, а зелена боја односи се на све оне чији су идентитети дефинисани ван оних бинарних. Небинарни људи, који спадају под кровни појам џендерквир, такође имају своју заставу поноса, насталу 2014. године. На тој застави, жута боја представља људе чији род постоји изван бинарности, љубичаста оне који осећају да је њихов род мешавина, или негде између мушкарца и жене, а црна оне који осећају да немају род. . Бела линија представља оне који прихватају многе или све родове.

И роднофлуидне особе, које такође спадају под кровни појам џендерквир, поседују своју заставу. Розе линија представља женственост, бела линија недостатак рода, љубичаста помешани род или андрогинију, црна све остале родове, а плава мужевност.
- Џендерквир застава поноса
- Небинарна застава поноса
- Роднофлуидна застава поноса
- Дводуховна застава поноса
- Биродна застава поноса